# Raczki (rejon żabinecki)
Raczki (biał. Рачкі; ros. Рачки) – wieś na Białorusi, w obwodzie brzeskim, w rejonie żabineckim, w sielsowiecie Żabinka.
W dwudziestoleciu międzywojennym wieś leżała w Polsce, w województwie poleskim, w powiecie kobryńskim.